# Citadel Center
Citadel Center är en skyskrapa som ligger på adressen 131 South Dearborn Street i Chicago, Illinois i USA.
Hedgefonden Citadel LLC har sitt huvudkontor i skyskrapan medan advokatbyråerna Holland & Knight och Perkins Coie samt investmentbanken JPMorgan Chase har endast kontorverksamhet där.
Byggnaden uppfördes mellan 2000 och 2003 för en byggkostnad på 185 miljoner amerikanska dollar. Den är 176,84 meter hög och har 39 våningar.